# Lagawe

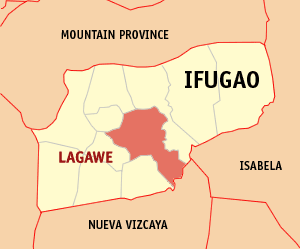
Lagawes läge i provinsen Ifugao.

Lagawe är en ort på ön Luzon i Filippinerna. Den är administrativ huvudort för provinsen Ifugao i Kordiljärernas administrativa region.
Lagawe räknas officiellt inte som stad utan är en kommun. Kommunen är indelad i 20 smådistrikt, barangayer, varav 16 är klassificerade som landsbygdsdistrikt och 4 som tätortsdistrikt. Hela kommunen har 15 269 invånare (folkräkning 1 maj 2000) varav 6 314 invånare bor i centralorten.